# Мааган-Михаэль
Мааган-Михаэль — населенный пункт в Израиле, кибуц на берегу Средиземного моря.
Основан 25 августа 1949 года.
Специализируется на выращивании рыбы в искусственных водоёмах. Хозяйство занимает 280 гектаров и в нём работает 80 человек, 20 из которых имеют учёные степени, связанные с разведением рыбы. В водоёмах Мааган-Михаэль выращивают следующие виды: карп, большеротый окунь, обыкновенный серебристый горбыль, лаврак, баррамунди.

## Население
По данным Центрального статистического бюро Израиля, население на начало 2020 года составляло 2 039 человек.